# El Sauzal
El Sauzal è un comune spagnolo di 7 689 abitanti situato nella comunità autonoma delle Canarie.